# Hiranai
Hiranai (平内町?) è una cittadina giapponese della prefettura di Aomori.